# L'anno 2440
L'anno 2440 (L'An 2440, rêve s'il en fut jamais) è un romanzo utopico fantascientifico dell'intellettuale illuminista francese Louis-Sébastien Mercier, pubblicato a Londra nel 1771.

## Contesto
Quest'opera è significativa nell'ambito della letteratura dell'utopia perché è la prima, nel filone inaugurato dall'opera cinquecentesca di Tommaso Moro (L'Utopia), a porre l'utopia lontana nel tempo e non nello spazio, come era stato fatto fino ad allora da Moro stesso e successivamente da Tommaso Campanella ne La città del sole e da Francesco Bacone ne La nuova Atlantide: da Moro a Bacone il modello della società utopica è situato in uno spazio altro, in una altrove lontano ma contemporaneo (spesso insulare, per sottolineare maggiormente l'idea dell'incontaminato isolamento di quella società), mentre Mercier introduce una novità sostanziale, consistente sia nello spostamento dalla proiezione spaziale a quella temporale, in un tempo futuro, sia soprattutto nella ragione che motiva questo spostamento, e che rientra nella grande prospettiva della storia come progresso.
Infatti egli proietta nel futuro quel modello sociale perché è convinto che nel percorso temporale che separa il 1700 dal 2440, il processo storico lo andrà realizzando. A questa nuova concezione è legata la definizione di ucronia, analoga a "utopia" ma con l'utilizzo della parola greca chronos (tempo) al posto di topos (luogo).

## Trama
Mercier, nella sua opera, immagina di rimanere addormentato per lungo tempo per poi risvegliarsi nel 2440, all'età di 700 anni. Da qui inizia la descrizione della nuova Parigi futuribile, fondata su un modello sociale utopico.
Il protagonista si risveglia nell'anno 2440 in uno scenario futuro realizzato attraverso una rivoluzione pacifica e vi è un'accurata descrizione della società secondo i principi illuministici e dopo questi accorgimenti, il protagonista visita un castello in rovina, dove vede un vecchio piangente.
Costui è il re, che piange per tutti i mali commessi durante il suo regno.
Dopo il protagonista viene morso da un serpente e torna alla realtà.

## Edizioni
(parziale)
- L'anno duemila quattrocento quaranta. Sogno di cui non vi fu l'eguale prima edizione italiana, Genova, Domenico Porcile e C., 1798
- L'anno 2440 di Louis-Sébastien Mercier, a cura di Laura Tundo, Edizioni Dedalo, 1993 ISBN 88-220-6151-9